# 武装条例 (1181年)
武装条例（ぶそうじょうれい、英語: Assize of Arms）は、イングランド王であったヘンリー2世によって1181年に宣言がなされた条例であり、イングランドのすべての自由民が王と領地に仕えるために武器を所有・装備し、王への忠誠を誓う責務を負い、違背の場合は「その者の土地や家財のみならず四肢にも報復を受ける」ことを定めた。条例は階級と富に応じて各人が有するべき軍備を規定しており、アングロサクソンのフュルドの義務を事実上復活させたのである。条例はまた、ユダヤ人の武器所持の制限、相続の条件、武器・船・木材の輸出の禁止を定めた。

## 前史

イングランドの領域

宣言当時イングランド王だったヘンリー2世はノルマン人の王家の出身で、1066年のヘイスティングズの戦いの末にノルマンの手に渡った（ノルマン・コンクエスト）イングランドの王権を「無政府時代」の末に継承し、プランタジネット朝を創始した（1154年12月19日即位、系図はプランタジネット朝の項を参照）。
ノルマン・コンクエスト以前にイングランドが統一国家であったのは、わずかな期間であった。約400年にわたり、ローマ共和国・帝国は約400年にわたりガリアから定期的に侵攻し、侵略と征服を行った。その後、定期的にヴァイキングの侵略の波が押し寄せてきた（en:Viking Age参照）。イングランド北部と東部の多くの王国がデインゲルドというヴァイキングのための税を支払い、大陸のヴァイキングと何らかの関係（時代とともにかなり緩やかになった）を持ち、各地の王国が合体し、討伐された。最初のイングランド王が誰であるかは明確ではない。オファとアゼルスタンが有力な候補者である。また、エグバードもイングランドに君主権を及ぼした最初の人物と言われる。祖先がイングランドを征服しているヘンリーはこの王国に対する外的脅威の可能性や、自分の下にいる人々の間で忠誠心が分かれるというより高いリスクを認識していたのである。

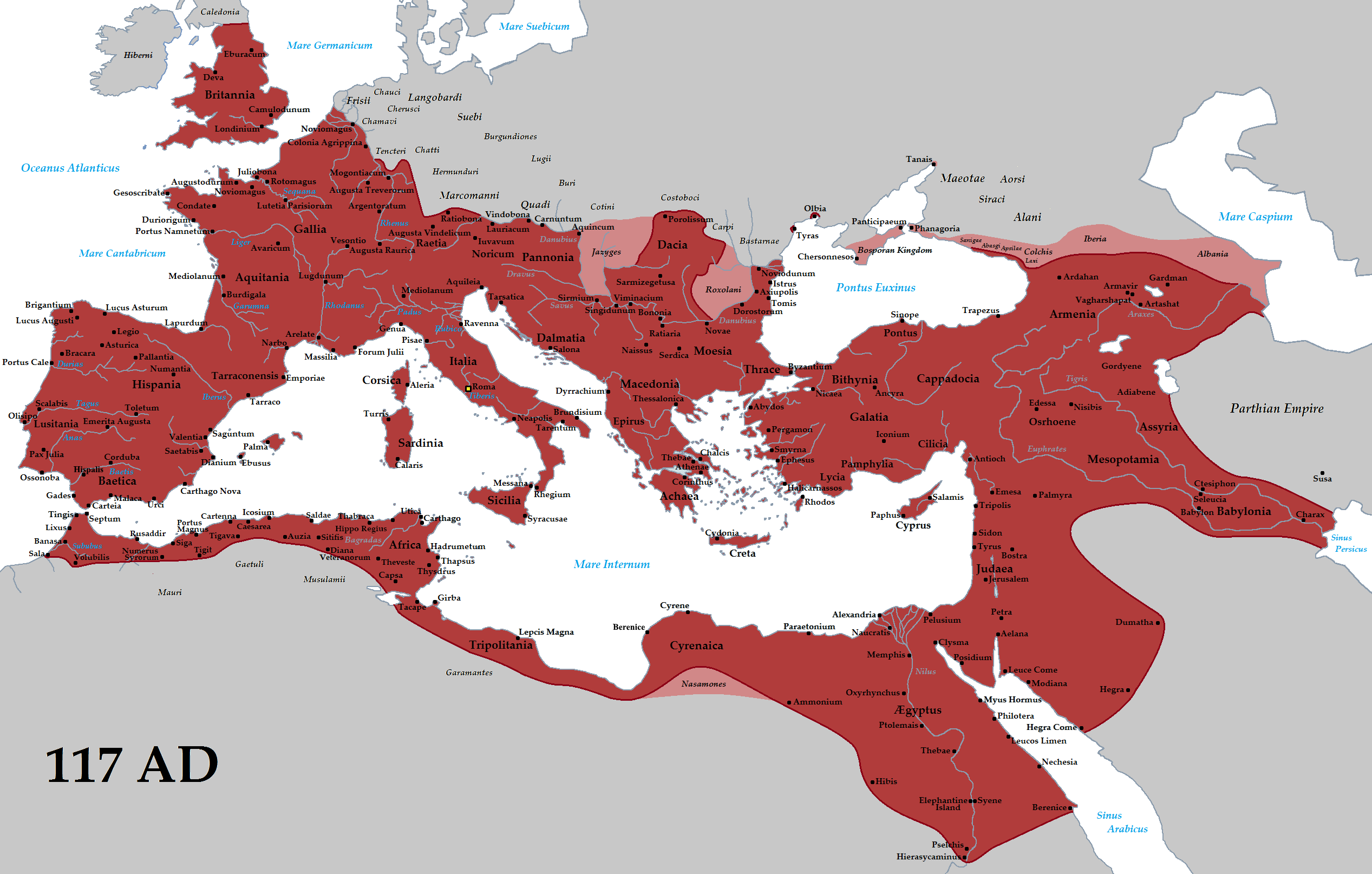
五賢帝の一、トラヤヌス帝が治めていた時代のローマ帝国の領土（最大版図であった）。

1066年のノルマン・コンクエストによって、イングランドには極めて構造的な封建制が導入された。これは王を頂点とする強固な社会階層でありながらほとんどの人は王以外の人に忠誠を誓っていた。ノルマン人やヴァイキングの軍隊は非常に緩やかな戦闘員の集まりで、略奪行為が一般的であったため王に対する忠誠心は緩やかなものであり、1000年前に結成されたローマ軍に力でも威力でも規律でも及ばなかった。
当時、イングランドを統治していたノルマン王の権力は常備軍によって成り立っていたわけではなく、王が兵力を調達する必要がある場合、王やその支持者が費用を負担する傭兵部隊に頼らざるを得ないことがしばしばであった。条例をこの観点で見ると、近代的な意味での常備軍を創設したわけではないが、国内の社会秩序を維持し外的脅威を排除するために十分な武装をした戦闘部隊を、国王が正式な課税を必要とすることなくいつでも召集できるように規定を定めたものである。

## 条例本文
条例を解釈すると以下のようになる。
1. 騎士領（Knight's fee）を1つ持つ者は、メイル、兜、盾、ランスを1つずつ持つものとする。すべての騎士は、所有する騎士領と同じ数のメイル、兜、盾、ランスを持つものとする。
2. さらに、16マルクの家財または賃借料を所有する自由市民もメイル、兜、盾、ランスを所有し、10マルクの家財または賃借料を所有する自由市民はホーバーク（英語版）、鉄帽、ランスを所有するものとする。
3. すべての自治都市市民（バージェス（英語版））および自由市民による全共同体は、それぞれギャンベゾン[注釈 7]、鉄帽、およびランスを持つものとする。
4. さらに、各人は聖ヒラルスの祝日の前にこれらの武器を持ち、主君ヘンリー王―すなわちマティルダ皇后[注釈 8]の子―に忠実であり、王（ヘンリー）とその王国への忠誠のもとに、王の命令に従ってこれらの武器を持ち、その奉仕に当たることを誓うものとする。今後、これらの武器を持つ者は、武器を売ったり、質に入れたり、貸したり、他の何らかの手段で遠ざけてはならない。また、領主も没収、贈与、質入れ、ないしはその他の方法で、領民からこれを遠ざけてはならない。
5. これらの武器を持つ者が死亡したならば、その武器は相続人に残るものとする。しかし、相続人が必要時に武器を使用できる年齢に達していないのならば、その相続人を監督する者が武器をも保管し、相続人が武器を持てる年齢に達するまで王に仕え武器を使用できる者を見つけるものとし、その後（適齢となった）相続人が武器を持つこととする。
6. この条例によって所有すべき数以上の武器を持つ自治都市市民は、それらを売るか、手放すか、あるいは何らかの方法で、イングランド国王のためにそれらを保持する者に譲渡しなければならない。またいかなる者も、この条例によって所有すべき以上の武器を所持してはならない。
7. いかなるユダヤ人もメイルやホーバークを所有してはならなず、それを売るか、譲るか、他の方法で遠ざけ、王のために使われるようにしなければならない。
8. 王の命令による場合を除いて、何人も武器をイングランドの外に持ち出してはならない。また何人も武器を他人に売ってイングランドの国外に持ち出してはならないし、商人ないし商人でない何人も武器をイングランドの外に持ち出してはならない。
9. 司法官は、法定の騎士、またはハンドレッド（英語版）[注釈 9]、バラ、ないしは近隣の、雇うにふさわしい人数の法的な自由市民にかけて宣誓された、提供されたものに応じて誰がメイル、兜、ランス、盾を持つべき額の動産を持つかの報告をしてもらい、そのハンドレッドやバラや近隣の動産または不動産が16マルクの者、また同様に10マルクの者を司法官に指名するものとする。そして、裁判長は陪審員やその他の人々の名前を書き記し、彼らがめいめいどれだけの家財や不動産を持ち、その価値に応じたどんな武器を持つべきかを記録するものとする。さらに彼らの前で、あるいは彼らの共通の集会で、武器の所有に関する本条例を読み上げさせ、その者たちに、前述の動産・不動産の価値に応じた武器を持ち、この前述の本条例に従い、王ヘンリーとその王国への忠誠のもと、王への奉仕のために武器を保持することを誓わせるものとする。さらに、これらの武器を持つべき者の一人が、裁判長がそのカウンティにいる期間中にそのカウンティにいない場合、裁判長は、他のカウンティでその者が裁判長の前に現れる時間を設定しなければならない。そして、もし市民が、司法官が通過予定のどのカウンティでも司法官のもとに来ず、その地域に全くいない場合、当該市民に大天使ミカエル[注釈 10]の祭のオクターヴ[注釈 11]の頃に、ウェストミンスターで時間を設定し、ミカエルが自分の命と持っているものすべてを愛するように、そこで自分の誓いを守ることになる。そして、前述の聖ヒラルスの祝日の前に、当該の市民に課せられた義務に従って武器を持つように命じるものとする。
10. 裁判官たちは、彼らが通ることになっているカウンティにおいて、上に明記されたような武器を持たない者に関しては、主なる王がその土地や家財だけでなく、その手足にも復讐を行う旨を宣言しなければならない。
11. 自由で法にかなった者について、家財にして16マルクもしくは10マルクを持たない者は宣誓を行わないものとする。
12. 司法官は、自分の命と持っているものすべてを愛するように、誰もイングランドから持ち出すために船を売買してはならず、また誰も木材をイングランドから持ち出したり持ち出させてはならないことを全カウンティにわたって命じなければならない。また主王は、自由民でなければ武器に関する宣誓を受けられることのないように命を下すものとする。

## 権利章典や合衆国憲法との関連
武装条例について、イングランドの権利章典やアメリカ合衆国の権利章典（具体的にはアメリカ合衆国憲法修正第2条）に言及されている武器を保持・所持する権利の法的根拠の一部であると主張する人もいるが、実際にはプランタジネット朝期のイングランドにおける個人の法的あるいは政治的な権利を表すものではなく、むしろ臣下たる国民に課された義務を示すものであった。
武器を持つ権利に関して、米国最高裁のコロンビア特別区対ヘラー裁判の判決では、1689年にイングランドでなされた権利章典のみを先例として挙げている。この裁判において合衆国最高裁判所は、武装条例は単にイギリスの民兵制度の始まりを示したに過ぎないとの証拠文書を請願者側から提出された。いわく、下級裁判所が既存の権利の出所として権利章典を引用したのは、「銃を所有する私的権利を保障しているとの誤解であり、個人の自衛のための武装の権利はどこにも保障されていない」のだという。武器所持の権利に関する裁判所の最終判断は、修正第2条の執筆者は、初期の入植者の経験やイギリスの権利章典に基づき、武器を所持する個人的な権利を創設することを意図していたと結論づけた。しかし、この権利がこの条例までさかのぼるかどうかについては、裁判所は判断していない。

## その他
トーマス・ホートンはこの条例について下記のように言葉を残している。
In all these measures (Assize of Arms, &c.) we may trace one main object, the strengthening of the Royal power, and one main means, or directing principle—the doing so by increasing the safety and security of the people. Whatever was done to help the people, served to reduce the power of the great feudal baronage, to disarm their forces, to abolish their jurisdictions, to diminish their chances of tyranny.
（武装条例などのこれらの措置には、王権の強化という主要な目的が一つと、国民の安全・安心を高めることによってそれを実現するという主要な手段、すなわち方向性を見出すことができる。民衆を助けるために行われたことはすべて、封建的な大男爵の力を削ぎ、男爵たちの軍隊を武装解除し、また管轄権を廃止し、横暴の好機を減らすのに役立った。）—Thomas Haughton